# Macropsis sattibaevi
Macropsis sattibaevi är en insektsart som beskrevs av Dubovsky 1966. Macropsis sattibaevi ingår i släktet Macropsis och familjen dvärgstritar. Inga underarter finns listade i Catalogue of Life.